# Матвєєв Гаврило
Гаврил чи Гаврило Матвєєв, також — Головня (рус. дореф.: Гавриилъ Матвеевъ; 1706 рік, Глухів, Ніжинський полк, Московське царство — 22 грудня 1786 року, Санкт-Петербург, Російська імперія) — вельможа (з 1738 року), придворный Єлізавети Петрівни, переписувач нотних «Ірмологієв», півчій (бас), композитор, укладач «Азбуки» партесного співу, священик, регент півчого придворного хору.
За вказівкою обер-прокурора І. І. Бібікова Матвєєв керував відбором півчих в Глухові для царського двору. У 1778 році Матвєєв звільнився з царської служби та решту життя провів на пенсії.